# Kanton Dijon-7
Der Kanton Dijon-7 war von 1973 bis 2015 ein französischer Wahlkreis im Arrondissement Dijon, im Département Côte-d’Or und in der Region Burgund. Vertreter im Generalrat des Départements war zuletzt von 2008 bis 2015 Alain Millot. 
Der Kanton bestand aus einem Teil der Stadt Dijon.